# Michael Butterfield

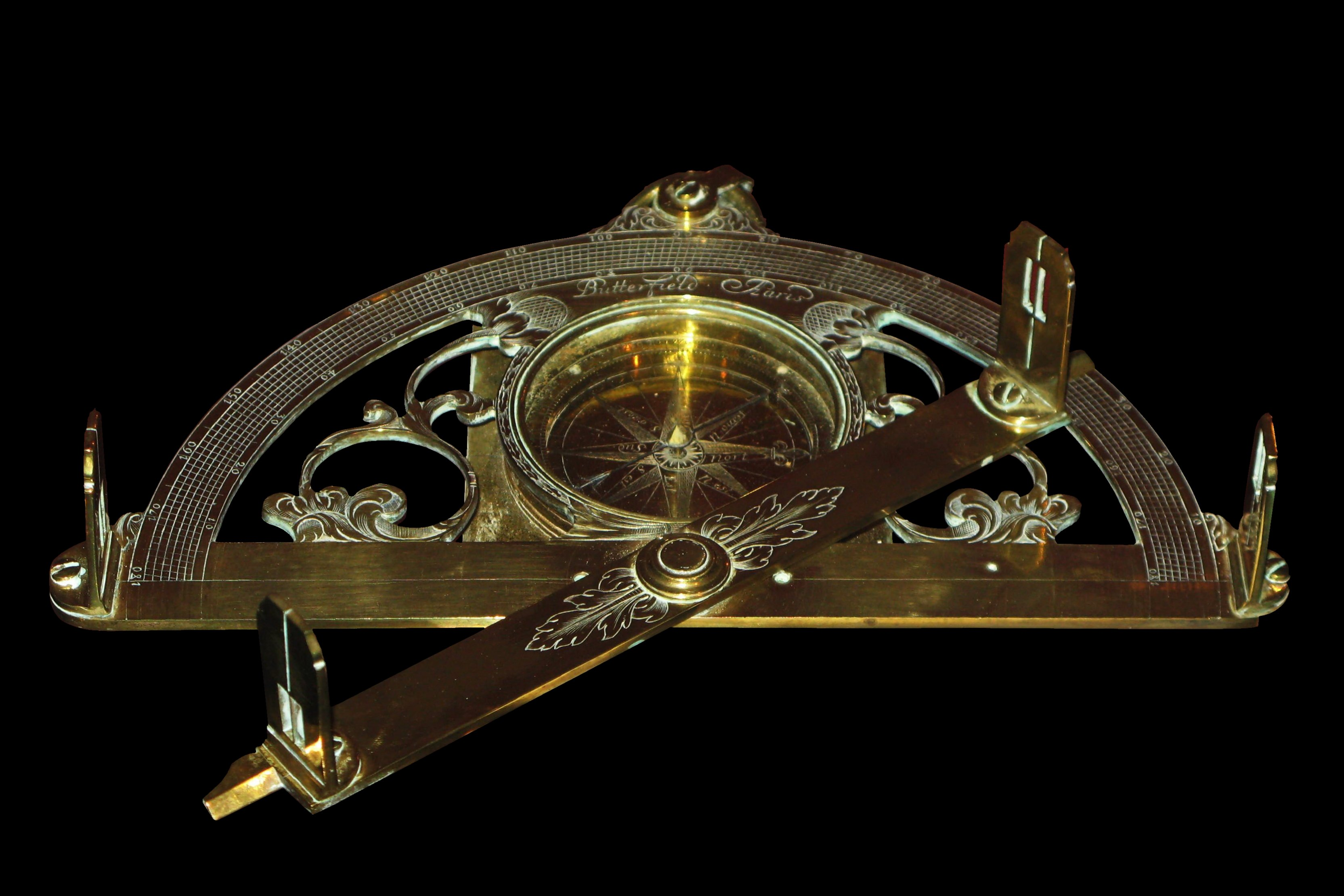
Halbkreisinstrument von Butterfield

Michael Butterfield (* 1635; † 28. Mai 1724 in Paris) war ein in Paris tätiger englischer Hersteller wissenschaftlicher Instrumente.

## Leben
Seit etwa 1663 in Paris, betrieb er eine Werkstatt für Präzisionsinstrumente unter dem Namen Aux Armes d'Angleterre. Die Werkstatt befand sich zunächst im Viertel Faubourg Saint-Germain in der rue Neuve-des-Fossés (1678), dann am Quai de l'Horloge (1691).
Butterfield baute unter anderem Vermessungsinstrumente, wurde aber hauptsächlich durch seine tragbaren Horizontal-Sonnenuhren mit Kompass und achteckigem Zifferblatt bekannt. 1680 realisierte er unter Leitung von Jean-Dominique Cassini eine Planisphäre für die Königliche Akademie der Wissenschaften in Paris.
Nebenher baute Butterfield eine umfangreiche und kostbare Sammlung von Magneteisensteinen auf.
Peter der Große besuchte die Werkstatt 1717 und bestellte eine große Menge Uhren aus vergoldetem Kupfer.
Nach dem Tod Butterfields führte sein Schüler Jean Langlois die Geschäfte bis mindestens 1730 fort.

## Werkauswahl
- Sonnenuhr (Butterfield-Typ), Victoria and Albert Museum London
- Horizontalsonnenuhr von Michael Butterfield, Sammlung wissenschaftlicher Instrumente und Lehrmittel, ETH-Bibliothek, ETH Zürich
- Halbkreisinstrument (Graphometer), Metropolitan Museum of Art
- Astronomischer Quadrant mit Stativ, Science Museum London
- Zeicheninstrumente, Reduktionszirkel, NIST Museum Gaithersburg
- Proportionalzirkel, Victoria and Albert Museum London